# 大森舞
大森 舞（おおもり まい、1992年4月14日 - ）は、日本の女性声優。三重県出身。アミュレート所属。

## 略歴
2015年4月1日よりアミュレートに所属。

## 人物
趣味として読書と音楽をそれぞれ挙げている。
声優になろうと思ったきっかけは、少年役を女性声優が演じていることを知って驚き、興味を持ったことから。また、少年や中高生の少女を演じてみたいと語っている。

## 出演
太字はメインキャラクター。

### テレビアニメ
- 遊☆戯☆王ARC-V（2016年[6]）
- スカーレッドライダーゼクス（2016年、少年2[7]）
- アイドル事変（2017年、候補生[8]）
- B-PROJECT〜絶頂*エモーション〜（2019年、子供C[9]）
- 異常生物見聞録（2020年、他[8]）
- アイドリッシュセブン Third BEAT!（2021年、女子高校生B[10]）
- 日々は過ぎれど飯うまし（2025年、客[11]）

### 劇場アニメ
- 台風のノルダ（2015年、キリリ）

### Webアニメ
- ポレットのイス（2014年）

### ゲーム
2014年
- NORN9 ノルン+ノネットS
- CHAOS;CHILD

2015年
- ブレイブリーアーカイブ ディーズレポート（アヤメ）

2016年
- セブンナイツ（2016年 - 2018年、ジェーン、ブラックローズ、セイン）
- トリックスター 〜召喚士になりたい〜（アロロ、パンプキンローザ、春風のシルビア）
- 円環のパンデミカ code-S-（玉城アカリ）
- 明治東亰恋伽 Full Moon
- フィリスのアトリエ 〜不思議な旅の錬金術士〜

2017年
- NEW GAME!
- 四女神オンライン CYBER DIMENSION NEPTUNE
- この世の果てで恋を唄う少女YU-NO
- クランク・イン（真鳥ユイ）
- OCCULTIC;NINE（マママ）

2018年
- マジェスティック☆マジョリカル
- Tolicolity Eyes
- 片恋いコントラスト -way of parting-
- 勇者ネプテューヌ 世界よ宇宙よ刮目せよ!! アルティメットRPG宣言!!（サトコ）
- 蛇香のライラ 〜Allure of MUSK〜 第一夜 ヨーロピアン・ナイト（パメラ・クライデル）

2019年
- ROBOTICS;NOTES DaSH（雅）
- TERA ORIGIN（アーチャー）

2020年
- ワールドフリッパー（低重力少女 フラーナ）
- セブンナイツ〜時空の旅人〜（セイン）
- THE KING OF FIGHTERS ALLSTAR（セイン）

2021年
- セブンナイツ2（セイン）

2023年
- ヘブンバーンズレッド（習志野ドーム住民）
- 女神楽園 ガーデス・パラダイス（太公望）

### ドラマCD
- キスでキミを溶かすまで（常見エリカ 他）
- むか〜し昔話シリーズ
- はきだめと鶴
- 和奇伝愛 〜六ノ巻 巫〜
- 和奇伝愛 永恋詩 〜参ノ巻 雅・巫〜
- グラン·ステージ 大運動会

### テレビ番組
※はインターネット配信。
- 諏訪ななかのすわわーるど（2017年 - 2019年、ニコニコ生放送※）